# Emtricitabina/tenofovir disoproxil
Truvada è il nome commerciale di un farmaco basato su un'associazione a dose fissa di due farmaci antiretrovirali, emtricitabina 200 mg e tenofovir disoproxil 300 mg.

## Applicazioni
Trova indicazione nella terapia antiretrovirale combinata di pazienti adulti affetti dal virus HIV, tanto che il CDC (Centers for Disease Control and Prevention, Centri per il controllo delle malattie e la prevenzione) statunitense ha presentato due studi che sembrano suggerire un valore protettivo anche nei soggetti non infetti, dalla trasmissione nei rapporti anali, gli autori hanno calcolato che con una dose di tenofovir si otteneva una protezione dall'HIV del 77%, una percentuale più alta del 38% suggerito da uno studio su prelievi di tessuto rettale, anche se lì il limite inferiore dell'intervallo di confidenza era del 40%. La proiezione stimata è 89% dopo due dosi e 98% dopo tre: un precedente studio ancillare del trial sulla PrEP iPrEx aveva concluso che quattro dosi settimanali fossero sufficienti a garantire una protezione praticamente del 100% contro l'infezione da HIV. Nel maggio 2012 la FDA statunitense ha approvato il farmaco nella prevenzione dell'infezione da HIV nei soggetti sani.